# Beatrix Kisházi
Beatrix Kisházi (née le 13 octobre 1946 à Budapest) est une joueuse hongroise de tennis de table à présent retraitée. Elle détient le record d'avoir remporté quatre titres au Top 12 européen de tennis de table, dont trois consécutifs.

## Carrière
Beatrix Kisházi remporte la première édition du Top 12 européen de tennis de table en 1971. En finale, elle bat la joueuse tchèque Ilona Vostová. Elle défend son titre les deux années suivantes, en 1972 et 1973, respectivement contre la Roumaine Maria Alexandru et sa compatriote Judit Magos.
En 1977, elle remporte son quatrième titre contre la Britannique Jill Hammersley.
Kisházi a représenté la Hongrie dans sept tournois mondiaux, six Top 12 européen de tennis de table et six autres tournois européens. 